# Kosovo op het Türkvizyonsongfestival
Kosovo neemt sinds de eerste editie in 2013 deel aan het Türkvizyonsongfestival. Het land heeft in totaal 2 keer deelgenomen aan het festival.

## Geschiedenis

### 2013
Kosovo was een van de 25 deelnemende landen en regio's aan het eerste Türkvizyonsongfestival in 2013. De Kosovaarse omroep besloot intern te bepalen welke artiest naar het Turkse Eskişehir zou gaan. De keuze viel op Ergin Karahasan met het nummer Şu Prizen. In Turkije moesten alle landen eerst aantreden in de halve finale. Deze werd overleefd waardoor Karahasan twee dagen later mocht optreden in de finale. Hierin was Kosovo als derde aan de beurt. Karahasan kreeg 151 punten en finishte daarmee roemloos laatste.
Het jaar nadien was Kosovo afwezig op het festival. De omroep gaf geen reden hiervoor.

### 2015
Slechts acht dagen voor het festival zou doorgaan meldde de Kosovaarse omroep zich toch nog aan voor deelname. Opnieuw werd intern gekozen welke artiest naar Istanboel mocht gaan. Ditmaal viel de keuze op Tolga Kazaz. 
Voor het eerst was er geen halve finale op het Türkvizyonsongfestival, maar traden alle 21 deelnemers aan in één grote finale. Kosovo was als twaalfde aan de beurt, na de inzending van Kirgizië en voor Noord-Cyprus. Na een laatste plaats tijdens hun vorige deelname strandde de Kosovaarse deelname ditmaal in de middenmoot: Kazaz kreeg 141 punten en eindigde veertiende.
Het land is sindsdien niet meer op het festival verschenen.

## Kosovaarse deelnames
| Jaar | Artiest         | Titel               | Fin. | Ptn. | Semi | Ptn. | Taal  |
| ---- | --------------- | ------------------- | ---- | ---- | ---- | ---- | ----- |
| 2013 | Ergin Karahasan | Şu Prizen           | 12   | 151  | -    | -    | Turks |
| 2015 | Tolga Kazaz     | Sevmek günah midir? | 14   | 141  |      |      | Turks |

| Kleur | Betekenis      |
| ----- | -------------- |
|       | Eerste plaats  |
|       | Tweede plaats  |
|       | Derde plaats   |
|       | Laatste plaats |
|       | Gastland       |